# Dušan Pekić
Dušan Pekić, srbski general, * 23. junij 1921, † 7. december 2007, Beograd.

## Življenjepis
Leta 1941 je vstopil v NOVJ in KPJ. Med vojno je bil sprva politični komisar, nato pa poveljnik več enot - nazadnje 12. divizije.
Po vojni je bil poveljnik divizije, poveljnik mehaniziranega korpusa, načelnik štaba armade,...